# عطان
عطان (به عربی: عطان) یک منطقهٔ مسکونی در یمن است که در استان صنعا واقع شده‌است.